# Правда (словацкая газета)
«Правда» (словац. Pravda) — издающаяся с 1919 года ежемесячная газета на словацком языке, центральный орган ЦК Коммунистической партии Словакии. Основана в Братиславе.
Одним из основателей газеты и её редактором стал выходец из рабочих Юлиус Верчик. В 1919—1925 годах газета выходила под названием «Pravda chudoby» (со словац. — «Правда о бедности»), с 1925 года газета выходит под нынешним названием. До мая 1921 года являлась органом Чехословацкой социал-демократической партии в Словакии, до сентября 1944 года — Коммунистической партии Чехословакии. С сентября 1944 года начала выходить как орган Коммунистической партии Словакии во время Словацкого национального восстания.
После упразднения Чехословакии, с 1993 года газета стала органом Коммунистической партии Словакии.

## Награды
- Орден Труда (1960)
- Орден Республики (1970)
- Орден Победоносного Февраля (1973)